# Eladio Martínez
Eladio Martínez (Paraguarí, 19 de mayo de 1912-Asunción, 7 de mayo de 1990), apodado El grande, fue un cantante y compositor paraguayo de folclore. Fue hijo de Lorenzo Martínez y Nicolasa Benítez. Perteneció a una familia de músicos, ya que su padre era director de una orquesta en Villarrica, integrada en su totalidad por parientes suyos.

## Biografía

#### Infancia y juventud
Aprendió a tocar la flauta y más tarde, la guitarra, instrumento que ejecutaba con fluidez y calidad personalísimas. Si bien su aporte más notable lo realizó como cantante y compositor, sus primeros estudios los realizó con su padre, y después con Manuel Giménez, hermano de Remberto Giménez.
Se radicó en Asunción en 1928. El acontecimiento que más notoriamente influyó en él para volverse un músico profesional fue su participación en un certamen folklórico de aficionados propiciado por Roque Centurión Miranda, en el Teatro Municipal. En la ocasión, obtuvo el primer premio representando a Villarrica e interpretando “Che la reina” de Emiliano R. Fernández y Félix Pérez Cardozo.
En 1931 viajó a Montevideo, Uruguay, y luego se radicó en Buenos Aires, donde formó, junto a Mauricio Cardozo Ocampo, el célebre dúo “Martínez-Cardozo”, primer conjunto paraguayo en realizar presentaciones, entre otros sitios, en el Auditorio Nacional del Sodre de Montevideo.

#### Vida familiar
Durante los años que vivió en Buenos Aires, contrajo matrimonio con Bienvenida Sara Tívoli. De este matrimonio nacieron dos hijos: Jorge Enrique, nacido el 6 de junio de 1935 y Lia Emma Nancy, nacida el 22 de marzo de 1937. Casado en segundas nupcias con Aída Ayala, nacieron Rubén, Jorge, y Ricardo Martínez Ayala. Sus hijos Lobo y Jorge "Lobito" Martínez son también músicos populares y talentosos.
Lobo, su hijo mayor, al hablar de su padre afirma: "Siempre andaba con la guitarra. Era muy bueno como guitarrista. Era un tocador al estilo de Atahualpa Yupanqui, y nunca se tiró a descansar. Siempre estaba creando". Maria Luisa Martínez, hija nacida antes de contraer su segunda nupcia, Eladio Zacarias Martínez Grance, hijo menor de Don Eladio "El Grande Martínez".

#### Trayectoria musical
Durante quince años dirigió programas radiales en la capital porteña tales como “Momento musical paraguayo” en Radio Cultura, y “Polcas y guaranias” en Radio Rivadavia, y otros en distintas emisoras como Radio Belgrano, Radio Mitre, Radio El Mundo, Radio Excelsior, por citar las principales. Por entonces actuaba como solista, acompañándose en la guitarra, o integrando el conjunto de Félix Pérez Cardozo (con el cual realizó una interesante cantidad de discos), el de Gumersindo Ayala Aquino o el suyo propio, llamado “Nelly”.
En 1948 fue invitado a concurrir a las Olimpiadas de Londres, con el patrocinio de Sir Eugen Millington Drake y para suplir la ausencia paraguaya en lo deportivo. Convocó entonces al también compositor Emigdio Ayala Báez (en esta travesía europea juntos escribirían la guarania “Oración a mi amada”, una de las canciones amatorias más populares del Paraguay) y al arpista Albino Quiñónez. El “Trío Olímpico”, que así se denominó aquel grupo, se presentó con enorme suceso en programas especiales de la BBC de Londres, cantando ante las delegaciones olímpicas de los distintos países del mundo, en la célebre Universidad de Oxford y ante la propia familia real británica, prolongando su gira a varias ciudades europeas. 
De regreso a Buenos Aires tuvo a su cargo la musicalización de la película El trueno entre las hojas, dirigida por Armando Bó con guion cinematográfico de Augusto Roa Bastos. Luego de años de brillante trayectoria internacional, Eladio Martínez resolvió afincarse definitivamente en su tierra. Se convirtió entonces en un símbolo en el intento de rescatar y promocionar la música de inspiración folklórica en el ámbito universitario durante la década de los años 1970. Por entonces, atendiendo a su gran popularidad y al hecho de pertenecer a una generación de notables músicos paraguayos, recibió el sobrenombre de “Eladio El Grande”.
Sumaba a sus condiciones de compositor e intérprete los dotes naturales del narrador oral, sobresaliendo por sus certeras opiniones, su implacable diatriba para los negadores de las grandes verdades de la música paraguaya vinculadas a la llamada “generación de oro”, que conocía como pocos, y por su simpatía personal francamente arrolladora. En estos tiempos ha descubierto una voces femeninas, a quienes ha enseñado y formado profesionalmente, "las hermanas Eugenia y Tina Grance", y unos años más tarde se incluiría a Ana María Grance. Eladio fue compañero sentimental de Eugenia Grance, con quien concibió a su último hijo a la edad de 70 años: Eladio Zacarias Martínez Grance, nacido el 7 de octubre de 1982. En 1979 realizó una presentación en Japón, como parte de los eventos culturales de la Copa Mundial de Fútbol Juvenil de 1979.
Ese mismo año fundó en Asunción un conjunto gigante de 7 arpas y 5 guitarras. Poco tiempo antes de su fallecimiento dirigió un escuchado programa en Radio Tajy, de Asunción, bajo el nombre de “Una guitarra en la noche”, finamente matizado con comentarios y canciones. Esta audición lo realizaba con las hermanas Eugenia y Ana María Grance, y también en compañía de algunos artistas invitados.

## Obras
Es autor de exitosas canciones como:
- “Lucerito alba” (música; letra del poeta argentino Lito Bayardo)[1][2]
- “Noches guaireñas”
- “Cayé”
- “Che trigueñami”
- “Che pykasumi”
- “Ah! mi Corrientes porâ” (Música. La letra pertenece al poeta argentino Lito Bayardo
- “Che vallemi”
- “Nelly”
- “Oración a mi amada”
- 'lejanía
- “Lejana flor”
- “Es linda nuestra tierra”
- La zarzuela paraguaya “Pacholí”, con libreto de Manuel Frutos Pane.

Recopiló asimismo antiguos “compuestos” (composiciones musicales populares de un solo motivo que reseñan hechos históricos o satíricos en forma de relatos entonados) como “El casamiento del taravé” y “Mateo Gamarra”. Es coautor de la obra musical "Oración a mi amada" que recibió el Primer premio en un importante Concurso del Ministerio de Educación del Paraguay.

## Últimos años
Hasta sus últimos años de vida trabajó incansablemente en torno al rescate y promoción de la música de inspiración folklórica paraguaya, y de su peculiar forma de hablar el guaraní. Eladio "El Grande" Martínez falleció a la edad de 77 años. En vida residió en su casa ubicada en Fernando de la Mora Zona Norte, en compañía de Eugenia Grance Cano y su hijo menor Eladito, como él lo llamaba. En la madrugada del 8 de mayo de 1990 durmiendo el Señor lo llevó. Falleció en Asunción en 1990.
Luis Álvarez, músico paraguayo de renombre, afirma que: "Don Eladio figura en el lugar de los compositores genios, como Agustín Barboza y Herminio Giménez, que supieron observar las costumbres paraguayas y transmitirlas en las composiciones".
Según su hijo Lobo Martínez, Don Eladio "era de una nobleza y de una positividad pocas veces vista. Dentro de sus pocas posibilidades económicas, él siempre tenía un punto de vista positivo. Y en sus obras se refleja esa carga positiva. Era una persona muy creyente que siempre tenía presente a Dios en sus cosas".